# Джозеф Деп'єтро
Джозеф Деп'єтро (англ. Joseph DePietro, 10 червня 1914 — 19 березня 1999) — американський важкоатлет.
Олімпійський чемпіон 1948 року в категорії до 56 кг.
Переможець Панамериканських ігор 1951 року в категорії до 56 кг.
Чемпіон світу з важкої атлетики 1947 року в категорії до 56 кг, бронзовий призер 1949 року в категорії до 56 кг.